# Voo America West Airlines 556
O Voo America West Airlines 556 era um voo regular de Miami, Flórida, para Phoenix, Arizona, nos Estados Unidos, operado por um Airbus A319-132 da America West Airlines. Em 1 de julho de 2002, o avião recebeu ordem de voltar ao terminal depois que os pilotos foram suspeitos de embriaguez além do limite legal. Os pilotos foram condenados por operar uma aeronave embriagados. 

## Contexto
Em 30 de junho, o capitão Thomas Cloyd e o primeiro oficial Christopher Hughes voaram de Phoenix para Miami. Naquela noite, eles entraram no Mr. Moe's, um bar de esportes no bairro de Coconut Grove, em Miami, junto com os três comissários de bordo, programados para voar com eles no voo 556 na manhã seguinte. Às 22h30 daquela noite, Cloyd abriu uma guia. Nas seis horas seguintes, Cloyd e Hughes beberam sete cervejas e um chope de tamanho não especificado. Eles também comeram um hambúrguer. A conta foi de US$ 122,28, aos quais Hughes acrescentou uma gorjeta de US$ 20. Os funcionários do bar finalmente expulsaram os homens às 4:45 da manhã, depois que eles derrubaram um banquinho do bar, e Cloyd e Hughes voltaram ao hotel às 5h30. Os comissários de bordo haviam deixado o bar várias horas antes.
Um ônibus chegou ao hotel para pegar Cloyd, Hughes e os comissários de bordo às 9h30. No entanto, eles tiveram que esperar cerca de 20 minutos por Hughes, que entrou parecendo um tanto embriagado. O voo 556 estava programado para sair do Aeroporto Internacional de Miami às 10h38min. Quando o ônibus chegou ao Aeroporto Internacional de Miami, os pilotos pararam no Starbucks Coffee antes de irem para o posto de controle de segurança. Um rastreador de segurança pediu a Cloyd que jogasse fora sua xícara de café, mas Cloyd recusou. Quando um supervisor foi chamado e tentou fazer com que ele obedecesse, Cloyd respondeu: "Essa merda não se aplica a mim". No entanto, Cloyd finalmente jogou fora sua xícara de café depois que a polícia foi chamada. Vários rastreadores relataram cheiro de álcool no hálito dos pilotos e pediu a um coordenador de segurança de solo para falar com eles no portão. Quando ela notou que havia preocupações de que Cloyd e Hughes estivessem bêbados, Cloyd culpou o mau hálito. No entanto, o supervisor já havia ligado para a Administação de Segurança do Transporte, que alertou a polícia.
Quando a polícia chegou, o A319 já havia realizad o pushback para fora do portão pelo rebocador. No entanto, a polícia e o TSA ordenaram que o avião voltasse ao terminal. Cloyd e Hughes foram reprovados em um teste de sobriedade e foram presos às 11h45 por operar uma aeronave enquanto estavam embriagados, considerado como crime na Flórida. A America West cancelou o voo e providenciou para que os 127 passageiros voassem para Phoenix em outras companhias aéreas.
Na delegacia, Cloyd e Hughes realizaram um teste de bafômetro. O teor de álcool no sangue de Cloyd era 0,091; Hughes foi de 0,084. Ambos os resultados ficaram acima do limite legal para veículos motorizados da Flórida de 0,08, e mais do que o dobro do limite especificado da FAA. A America West despediu Cloyd e Hughes no dia seguinte, e a FAA os suspenderam em 4 de julho. Cloyd trabalhava para America West desde 1990; Hughes desde 1999. Na época, a America West tinha uma política que proibia seus pilotos de beber 12 horas antes do voo, o que significa que as carreiras de Cloyd e Hughes estavam em perigo logo depois de abrirem a conta do bar. Isso era mais rígido do que a exigência da FAA de que os pilotos não bebessem por oito horas antes do voo. Posteriormente, descobriu-se que Cloyd não havia contado à America West que havia sido preso duas vezes por crimes relacionados ao alcoolismo.

## Julgamento
Cloyd e Hughes foram posteriormente indiciados por um grande júri no condado de Miami-Dade pela acusação de operação de aeronave em embriaguez. Eles foram libertados sob fiança de US$ 7.500. 
Os pilotos tentaram anular o caso, alegando que o governo federal tinha jurisdição exclusiva sobre a segurança da aviação, a menos que houvesse perda de vidas, ferimentos graves ou danos materiais. Em 2003, um juiz federal concordou com os pilotos. Isso era crítico, porque a lei federal permite processo apenas se o teor de álcool no sangue for 0,10 ou superior. Os pilotos estavam abaixo desse padrão (embora estivessem muito acima do padrão da FAA), levantando a possibilidade de que escapassem das acusações federais. No entanto, o Tribunal de Recursos do 11º Circuito decidiu que a Flórida tinha jurisdição sobre o caso e que seu processo deveria seguir seu curso antes que os tribunais federais se envolvessem. A Suprema Corte dos Estados Unidos recusou-se a considerar o caso.  Os pilotos então negociaram um acordo de confissão em que teriam se declarado culpados em troca de pena de prisão por 14 meses. No entanto, o juiz do Tribunal de Circunscrição David Young rejeitou o acordo e o julgamento começou em maio de 2005.
A principal questão do teste foi a definição de "operar uma aeronave". Para obter uma condenação, o estado teve que provar que os pilotos estavam no controle do avião sob a influência do álcool. A promotoria argumentou que os pilotos estavam operando a aeronave desde o momento em que assumiram a responsabilidade pelo avião. Um gerente de operações da America West testemunhou que Cloyd assinou um despacho aceitando a responsabilidade pelo Airbus. Quando chegaram no avião, disseram os promotores, Cloyd e Hughes deram início a várias etapas para concluir o processo de operação. Hughes realizou várias verificações de segurança e recebeu autorização para inserir as diretrizes de voo. A acusação também enfatizou fortemente os níveis de álcool no sangue de Cloyd e Hughes,que foram tiradas quase três horas depois de chegarem ao aeroporto e mais de sete horas depois de terem bebido pela última vez. Uma testemunha estatal chegou a sugerir que no momento em que chegaram ao avião, os pilotos podiam ter níveis de álcool no sangue de até 0,15.
A defesa argumentou que a ordem para devolver o avião ao terminal foi emitida antes que o avião fosse liberado do rebocador. Eles argumentaram que não havia direção na época e portanto, os pilotos nunca estavam no controle do avião. A defesa chamou apenas uma testemunha, o operador do rebocador Franklin Tejeda, que disse que nunca abdicou do controle do avião, pois havia uma haste de aço presa à roda do nariz. Enquanto a haste estivesse conectada, disse Tejeda, os pilotos não poderiam dirigir o avião. No entanto, a promotoria fez com que ele admitisse que só começou a dirigir o rebocador quando ordenado pelos pilotos. Essa admissão de Tejada foi um golpe fatal para a defesa de Cloyd e Hughes. Em 8 de junho, após seis horas de deliberação, um júri de seis homens condenou Cloyd e Hughes por operar uma aeronave embriagado.
Na sentença de 20 de julho, Young chamou o comportamento de Cloyd e Hughes de "ultrajante", especialmente à luz dos ataques de 11 de setembro de 2001. Ele condenou Cloyd à pena máxima de cinco anos de prisão e Hughes a 2,5 anos de prisão. Além disso, os dois homens foram multados em US$ 5.000.

Hughes e Cloyd, foram libertados em 21 de julho de 2007 e 5 de setembro de 2009, respectivamente.